# Quelles drôles de bêtes
Ne doit pas être confondu avec Drôles de petites bêtes.
 (novembre 2020).
Quelles drôles de bêtes (Amazing Animals) est une série télévisée britannique mêlant documentaire et animation, co-produite par Dorling Kindersley Vision et Partridge Films, et diffusée en 1996 sur Disney Channel.
En France, elle est diffusée à partir de janvier 1997 sur Canal+ puis rediffusée à partir du 23 juin 1997 sur La Cinquième.

## Synopsis
Avec Henri le lézard, les courts reportages donnent les réponses à toutes les questions qu'on se pose sur les animaux. 